# Gyula Török
Gyula Török (Kyspest, 24 gennaio 1938 – Budapest, 12 gennaio 2014) è stato un pugile ungherese.

## Palmarès

### Olimpiadi
- 1 medaglia:
  - 1 oro (Roma 1960 nei pesi mosca)

### Europei dilettanti
- 1 medaglia:
  - 1 argento (Lucerna 1959 nei pesi mosca)